# Salpingotus michaelis
Salpingotus michaelis is een zoogdier uit de familie van de jerboa's (Dipodidae). De wetenschappelijke naam van de soort werd voor het eerst geldig gepubliceerd door Fitzgibbon in 1966.

## Voorkomen
De soort komt voor in Pakistan.